# Alfonso Maria de' Liguori
Alfonso Maria de' Liguori (tên Việt phiên âm: An Phong hoặc Anphonsô, 1696-1787) là người sáng lập ra Dòng Chúa Cứu Thế, Giám mục Sant'Agata de' Goti, là một trong những nhà thần học luân lý lừng danh nhất trong lịch sử Giáo hội Công giáo Rôma. Mối quan tâm đến phần cứu rỗi các linh hồn thúc đẩy ông tham gia vào việc truyền bá đức tin tông đồ bằng ngòi bút. Tổng số tác phẩm của ông lên đến 111 quyển, bao gồm các lĩnh vực luân lý, tín lý và tu đức. Ông được Giáo hoàng Piô VII tôn phong Chân phước ngày 15 tháng 9 năm 1816 và Giáo hoàng Grêgôriô XVI tôn phong Hiển Thánh ngày 26 tháng 5 năm 1839. Năm 1871, ông được Giáo hoàng Piô IX tôn phong Tiến sĩ Hội thánh.

## Tiểu sử

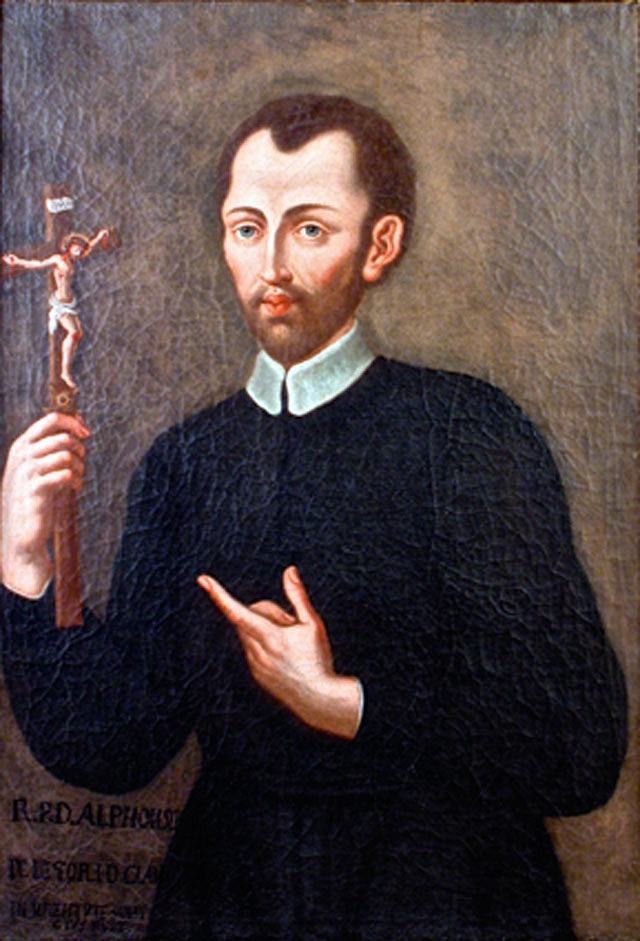
Alphonsus Liguori

Thánh Alphonsus Maria de Liguori được sinh ra ở Marianella, gần Naples, một phần của Vương quốc Naples. Ông là con trai đầu trong số bảy người con của một gia đình quý tộc Neapolitan. Hai ngày sau khi sinh, ông được rửa tội tại nhà thờ Đức Mẹ Trinh Nữ với tên Liguori Alphonsus Maria Antony John Cosmas Damian Michael Gaspard de 'Liguori.. Alphonsus Liguori vào học trường luật khi mới 16 tuổi và trở thành một luật sư rất nổi tiếng. Ông đã nghĩ đến việc rời khỏi nghề nghiệp. Trong một lá thư viết cho 1 người bạn, ông viết: "Bạn của tôi, nghề nghiệp của chúng tôi là quá nhiều những khó khăn và nguy hiểm, chúng ta sống một cuộc đời không hạnh phúc và chạy đua với sự mạo hiểm. Chúng ta sẽ chết mà không hạnh phúc. Đối với bản thân mình, tôi sẽ từ bỏ nghề này. Nó không phù hợp với tôi vì tôi muốn bảo đảm sự cứu rỗi linh hồn cho mình". Ở tuổi 27, sau khi bị thua trong một vụ xử quan trong- trường hợp đầu tiên trong suốt tám năm hành nghề luật sư-ông đã quyết tâm rời khỏi nghề luật sư.
Năm 1723, sau một thời gian tĩnh tâm suy ngẫm, ông đã quyết định từ bỏ sự nghiệp luật sư của mình để gia nhập Cộng đoàn tông đồ Thánh Philip Neri với ý định trở thành một linh mục. Cha ông kịch liệt phản đối điều này, nhưng 2 tháng sau đó (với sự cho phép của linh mục giải tội trong cộng đoàn), ông và cha mình đạt được 1 thỏa thuận: ông sẽ tiếp tục con đường tu trì của mình, nhưng không phải trong một cộng đoàn mà ngay tại nhà. Ông được thụ phong linh mục vào ngày 21 tháng 12 năm 1726, ở tuổi 30. Những năm đầu tiên của đời linh mục, ông sống cùng với các thanh thiếu niên vô gia cư và bị gạt ra bên lề xã hội ở Naples. Ông thành lập một nhà nguyện buổi tối được quản lý bởi chính những bạn trẻ. Những nhà nguyện này trở thành trung tâm của lời cầu nguyện và lòng đạo đức, thuyết giảng, cộng đồng, hoạt động xã hội, và giáo dục. Khi ông qua đời, đã có 72 nhà nguyện tương tự với hơn 10.000 người tham gia hoạt động. Bài giảng của ông tỏ ra rất hiệu quả trong việc đưa những người xa lạ trở về với đức tin.
Vào năm 1729, thánh Anphong rời bỏ gia đình của mình tới cư trú ở trường Đại học đông phương Naples. Nơi ông bắt đầu những bài truyền giáo của mình với những người nghèo và những trẻ em bị bỏ rơi trên đường phố Naples. Ngày 9 tháng 11 năm 1732, Thánh Anphong thành lập Dòng Chúa Cứu Thế tại thị trấn Scala (trong vương quốc Napoli) được đặt dưới sự giám hộ của Giám mục Tôma Phancôia (Tomaso Falcoia), và ông trở thành Bề Trên của Hội Dòng.
| “                              | Hôm nay, tôi thề hứa sẽ không bao giờ bỏ Dòng. Tôi làm một lời thề là không bao giờ nghi ngờ về ơn kêu gọi của tôi và luôn vâng lời Cha Falcoia. | ” |
| — Nhật ký của thánh Anphongsô. | |   |

Mục tiêu của dòng này là để dạy dỗ và rao giảng lời chúa trong các khu ổ chuột của thành phố và những vùng đất nghèo khó khác. Họ cũng đấu tranh chống lại tà thuyết Jansenism (Thuyết Tiền Định). Tà thuyết này từ chối ý tự do và cho rằng bản chất con người hư hỏng, Chúa Giêsu chỉ chết cho những người được tuyển chọn chứ không chết cho hết mọi người. Nó ngăn cản không cho nhiều người Công giáo lãnh nhận bí tích Thánh Thể. Thánh Anphong hiến toàn bộ cuộc đời cho hai sứ mệnh này. Các tu sĩ dòng này, dưới sự hướng dẫn của Anphongsô, thực sự là những vị thừa sai lưu động, họ đi đến ngay cả những làng quê hẻo lánh nhất nhằm khích lệ sự hoán cải và bền đỗ trong đời sống Kitô hữu nhất là ngang qua việc cầu nguyện. Khi đó nữ tu Maria Celeste Crostarosa nói với Anphong rằng Thiên Chúa đã tiết lộ với cô rằng ông là người được Ngài chọn để trở nên 1 vị thánh. Một cộng đoàn các nữ tu với cùng 1 phương thức hoạt động cũng được thánh lập bởi Nữ tu Maria Celeste.
Dòng Chúa Cứu Thế ngày càng phát triển nên Anphongsô lập thêm nhiều tu viện mới: Liberi (1733), Pagani (1734), Ciorani (1735), Illiceto (1745), Caposele (1746).

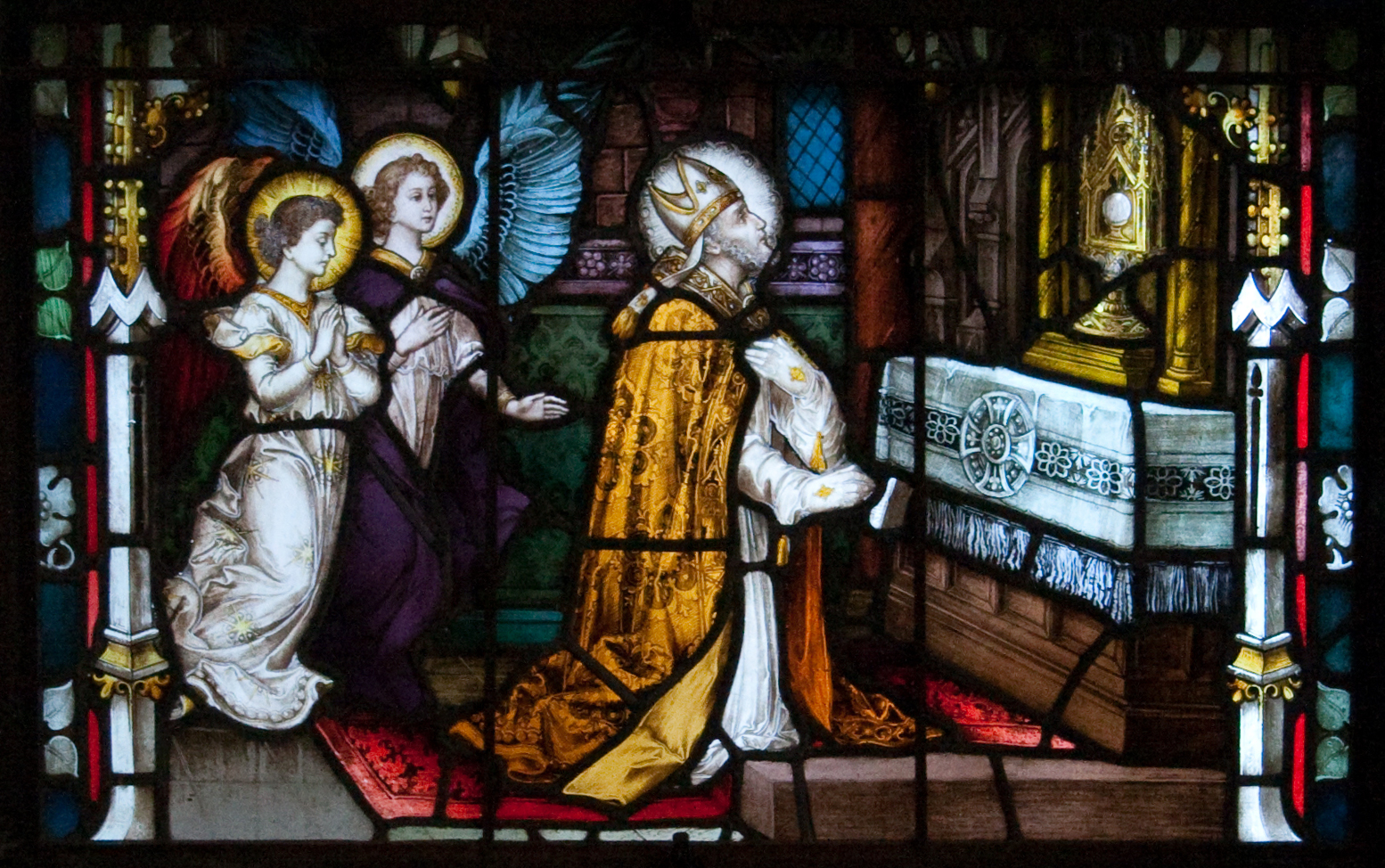
Anphongsô quỳ trước Mình Thánh Chúa trong một bức tranh kính ở nhà thờ thế kỷ XIX.

Anphongsô đã được truyền chức Giám mục của Sant'Agata dei Goti vào năm 1762. Ông đã cố gắng từ chối việc bổ nhiệm viện cớ tuổi tác và sự yếu đuối của mình. Trong thời gian này, ông đã viết các bài giảng, bài viết và sách khuyến khích lòng sùng kính Thánh Thể và Maria. Năm 1775, ông được miễn nhiệm công việc và đến sống trong cộng đồng của Dòng Chúa Cứu Thế ở Pagani, Ý, nơi ông qua đời vào ngày 01 Tháng Tám 1787.
Trước đó ngày 14 thánh 4 năm 1780, Anphongsô triệu tập đại hội công nghị của Dòng. Toà Thánh đã công nhận bản Hiến pháp của Dòng, nhưng có những điều khoản không phù hợp với những đòi hỏi của chính quyền Hoàng gia Naples, nên không được phép thi hành trong nước này. Một số cố vấn của Anphongsô đã phỉnh gạt ngài bằng cách sửa đổi lại bản Hiến pháp cho phù hợp với ước muốn của chính quyền, và tự động xin sự chấp thuận. Sự kiện ấy đã đưa đến việc Toà Thánh ra lệnh tách rời những tu viện nằm trong nước Naples ra khỏi Dòng và không công nhận. Anphongsô, vị sáng lập bị mất quyền điều khiển và tất nhiên cũng bị coi là không phải thành phần chính thức của Dòng nữa. Anphongsô rất đau khổ nhưng xin tuân phục..
Ông được phong chân phước vào ngày 15 Tháng 9 năm 1816 bởi Giáo hoàng Piô VII và phong thánh vào ngày 26 tháng 5 năm 1839 bởi Giáo hoàng Gregory XVI; Phong Tiến sĩ Hội Thánh vào ngày 23 tháng 3 năm 1871. Ông được tuyên bố là quan thầy các linh mục giải tội và các nhà luân lý bởi Giáo hoàng Piô XII vào ngày 26 tháng 4 năm 1950, người sau đó đã viết về ông trong thông điệp Haurietis Aquas.

## Các công trình

### Khái quát
Anphongsô là người có năng khiếu về nghệ thuật, cha mẹ ông đã cho ông theo học những bậc thầy về nghệ thuật. Ông vừa là một nhạc sĩ, họa sĩ, nhà thơ và tác giả. Ông đã cống hiến tất cả tài năng vào việc thực thi sứ mạng Kitô giáo và tổ chức cộng đoàn. Tiểu sử của ông nói rằng, trong thời gian sau này, ông thích đến nhà hát địa phương, vào thời điểm đó đã làm dấy lên những tin đồn xấu. Sau khi được thụ phong, mỗi lần tham dự buổi biểu diễn độc tấu Anphongsô thường bỏ kính đeo mắt của mình ra, ngồi ở hàng ghế cuối cùng và lắng nghe bản nhạc mà không chú ý đến bất cứ điều gì khác.
Thánh Anphongsô đã viết khoảng 111 tác phẩm về tâm linh và thần học. Với 21.500 ấn bản được dịch sang 72 ngôn ngữ khác nhau đã cho thấy rằng qua dòng thời gian, ông là một trong những tác giả Công giáo được đọc nhiều nhất. Trong số các tác phẩm nổi tiếng nhất của ông: Đại phương thế cầu nguyện (The Great Means of Prayer), Cách tỏ tình yêu với Chúa Kitô (The Practice of the Love of Jesus Christ) và Viếng Thánh Thể (The Visits to the Most Holy Sacrament).
Trong các tác phẩm, Anphongsô nhấn mạnh đến sức mạnh của lời cầu nguyện. Đó là sợi dây kết nối với Chúa Kitô. Alphonsus thực sự là một trong những bậc thầy lớn của đời sống nội tâm. Ông viết:
| “                                                                                             | Thiên Chúa không từ chối ơn thánh của lời cầu nguyện với bất cứ ai; với ơn thánh đó người ta được trợ giúp để vượt thắng mọi tà dâm và cơn cám dỗ. Tôi nói và tôi lặp lại và tôi sẽ còn lặp đi lặp lại luôn, bao lâu tôi còn sống, rằng tất cả ơn cứu độ của chúng ta là ở nơi việc cầu nguyện". Từ đó nảy sinh phương châm nổi tiếng của ngài: "Ai cầu nguyện thì được cứu rỗi. | ” |
| — Del gran mezzo della preghiera e opuscoli affini. Opere ascetiche II, Roma 1962, trang 171. | |   |

Ông là tác giả của lời và nhạc của một trong những bản thánh ca Giáng Sinh nổi tiếng Quanno Nascetti Ninno và được dịch ra tiếng Ý bởi Giáo hoàng Piô XI với tên "Tu scendi dalle stelle" (Chúa xuống từ những vì sao).

### Thánh Mẫu học
Trong lĩnh vực Thánh Mẫu Học, Alphonsus Liguori viết các tác phẩm: Vinh quang Đức Maria, Sùng kính Đức Mẹ, Cầu nguyện với Mẹ Thiên Chúa, Người bạn đời của Chúa Giêsu Kitô và các tác phẩm khác. Tư tưởng về Thánh Mẫu Học của ông chủ yếu dựa trên sự kế thừa của các Thánh Augustine và Thánh Ambrose. Với lòng sùng kính Mẹ Maria, ông giải thích vai trò của Mẹ trong lịch sử cứu độ: Mẹ là Đấng tham dự vào Ơn Cứu Chuộc, là Vị Trung Gian của ơn thánh, là Mẹ, là Trạng Sư và là Nữ hoàng. Hơn nữa, Thánh Anphongsô còn khẳng định rằng lòng sùng kính đối với Mẹ Maria sẽ là một sự an ủi lớn cho chúng ta trong giờ chết.

### Thần học luân lý
Đóng góp lớn nhất cho Giáo hội của Thánh Alphonsus trong lĩnh vực Thần học là cuốn: Thần học luân lý. Sách này được phát hành thành 3 cuốn khổ lớn với 70.000 dẫn chứng xuất xứ từ 800 tác giả. Để hoàn tất bản thảo của tác phẩm lúc mà mọi cái đều phải chép tay, hai thầy Dòng đã chết vị bệnh lao, và chính ông lúc về già, đầu bị rút xuống sát ngực không ngẩng lên được. Công trình là kết quả của những kinh nghiệm mục vụ của thánh Anphongsô, những câu hỏi hàng ngày khi ông gặpvà tiếp xúc với các tín hữu và tiếp xúc của ông với vấn đề hàng ngày của họ. Ông phản đối tính nghiêm khắc quá mức của luật pháp. Dòng Chúa Cứu Thế thành lập Học viện Alphonsian cho việc nghiên cứu nền thần học luân lý Công giáo theo tinh thần của Thánh Anphongsô. Học viện đào tạo cử nhân và tiến sĩ thần học luân lý. Nhiều người trong số các giáo sư là tu sĩ Dòng Chúa Cứu Thế.
| “ | Thánh Anphongsô, nhất là trong tác phẩm chính của ngài với tựa đề "Thần học Luân lý", đã đề nghị một tổng hợp quân bình và có sức thuyết phục giữa các đòi hỏi của lề luật Thiên Chúa - được ghi khắc trong con tim chúng ta, được Đức Kitô mạc khải cách trọn vẹn và được Giáo hội giải thích cách uy tín - với các năng động của lương tâm và sự tự do của con người; chính trong việc gắn bó với chân lý và sự thiện mà con người có thể đạt được sự trưởng thành và kiện toàn chính mình. | ” |
| — Huấn từ của Giáo hoàng Benedictô XVI trong buổi tiếp kiến chung tại Quảng Trường Thánh Phêrô, Thứ Tư, 30-03-2011. | |   |